# Turpiliodes
Turpiliodes is een geslacht van rechtvleugeligen uit de familie sabelsprinkhanen (Tettigoniidae). De wetenschappelijke naam van dit geslacht is voor het eerst geldig gepubliceerd in 1932 door Hebard.

## Soorten
Het geslacht Turpiliodes  is monotypisch en omvat slechts de volgende soort:
- Turpiliodes mexicanum (Brunner von Wattenwyl, 1878)